# Haardtrand – Am Wachtberg
Das Naturschutzgebiet Haardtrand – Am Wachtberg liegt im Landkreis Südliche Weinstraße in Rheinland-Pfalz. Das etwa 12,3 ha große Gebiet, das im Jahr 1989 unter Naturschutz gestellt wurde, erstreckt sich am nördlichen Rand der Ortsgemeinde Schweigen-Rechtenbach. Östlich verläuft die B 38, unweit südlich fließt der Rußbach. Südwestlich verläuft die Staatsgrenze zu Frankreich.

## Tourismus
Mitten durch das Naturschutzgebiet verläuft der Wanderweg Deutsche Weinstraße.